# Sanie rakietowe

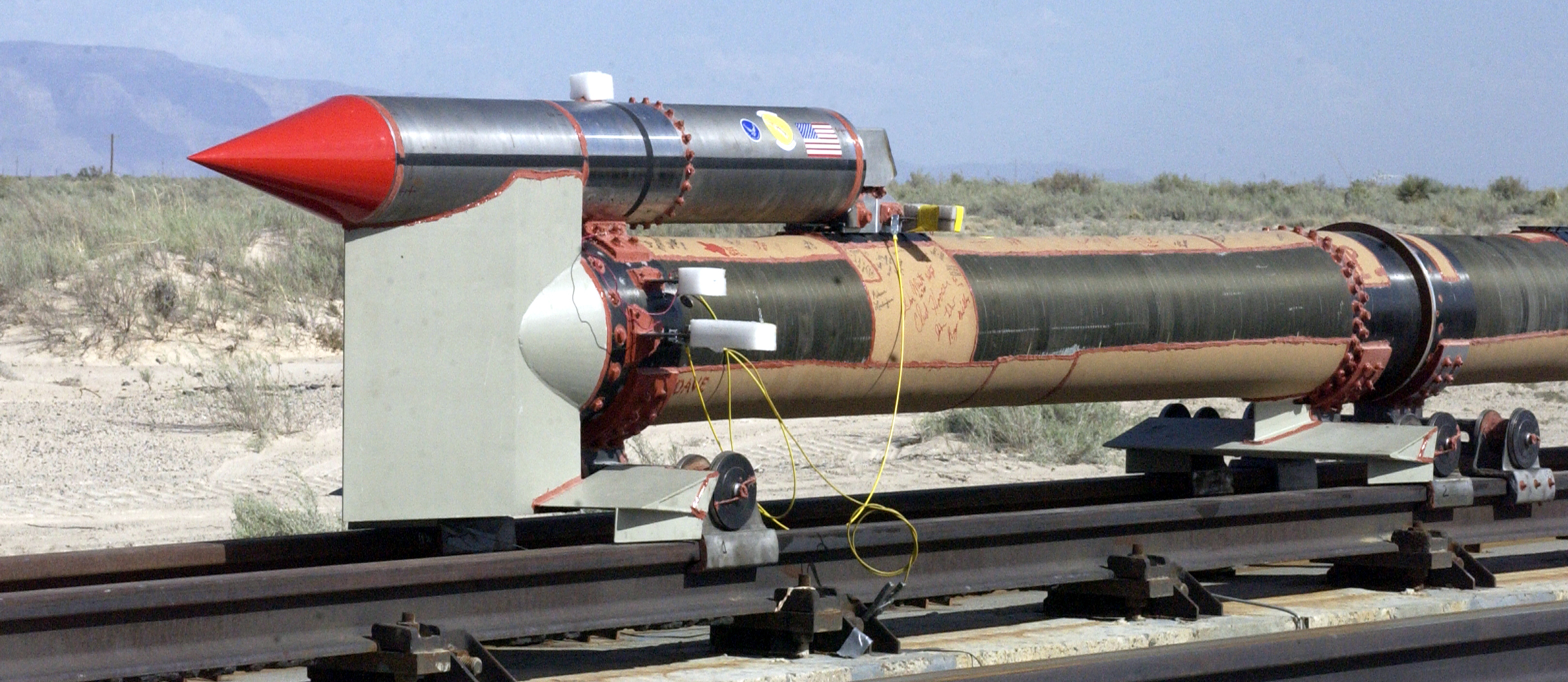
Sanie rakietowe, które osiągnęły prędkość Mach 8.5

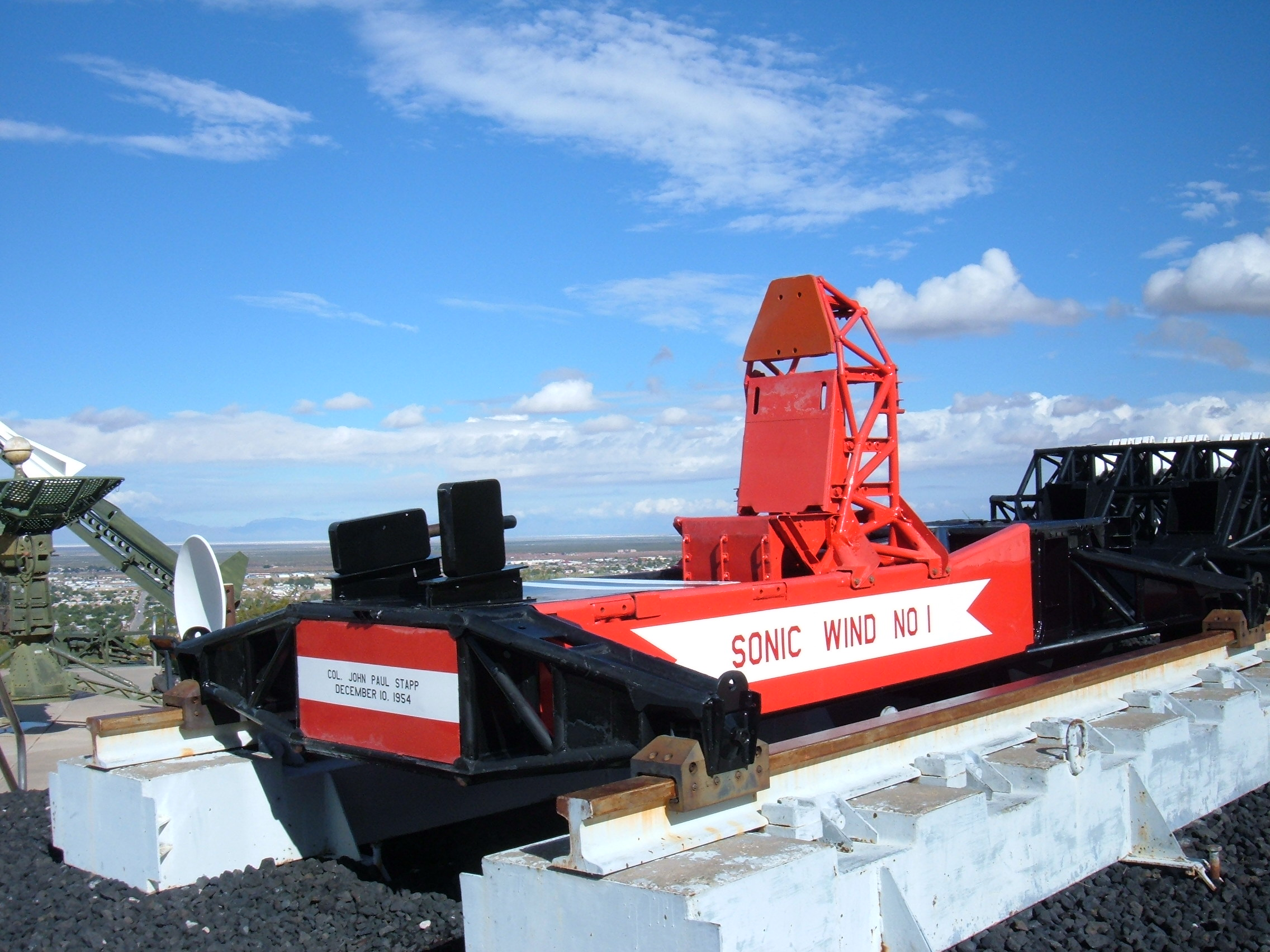
Sanie rakietowe użyte do przejazdu ppłk Johna Stappa

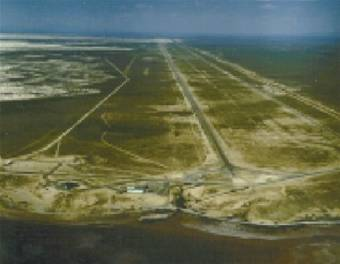
Tor w Holloman Air Force Base

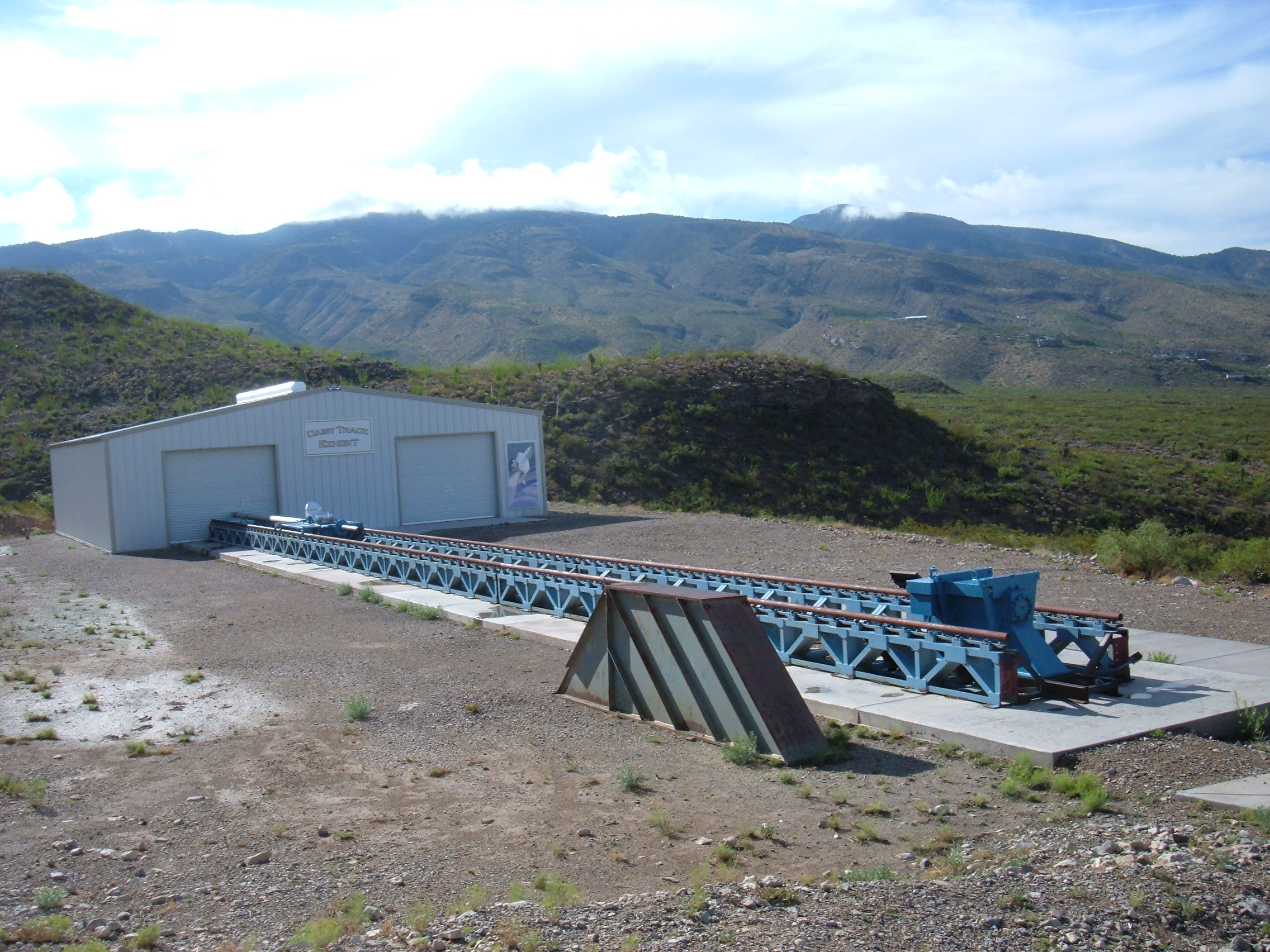
Testowe sanie rakietowe z bazy Holloman Air Force Base, obecnie w muzeum w Alamogordo w Nowym Meksyku

Sanie rakietowe – platforma testowa poruszająca się na szynach, napędzana przez rakiety.
Sanie rakietowe ustanowiły rekord prędkości pojazdu mechanicznego na ziemi. 30 kwietnia 2003 w bazie sił powietrznych Holloman Air Force Base poruszające się po torze długości 15,480 metrów (najdłuższym tego rodzaju torze) osiągnęły prędkość Mach 8,5 (10 325 km/h). 
Służyły m.in. do testowania foteli wyrzucanych, a także wpływu dużych przeciążeń na ludzi. Najsłynniejszym przypadkiem tego typu testu był przejazd ppłk Johna Stappa. W 1954 w bazie Edwards Air Force Base podczas hamowania doznał przeciążenia 46,2g.